# Seirocastnia separata
Seirocastnia separata là một loài bướm đêm trong họ Noctuidae.